# Elecciones federales de México de 1946
Las elecciones federales de México de 1946 se llevaron a cabo el domingo 7 de julio de 1946, y en ellas fueron elegidos a nivel federal:
- Presidente de la República. Jefe de Estado y de Gobierno electo para un periodo de seis años no reelegibles en ningún caso, y que comenzó su gobierno el 1 de diciembre de 1946. El candidato electo fue Miguel Alemán Valdés.
- Senadores de la República. Miembros de la cámara alta del Congreso de la Unión, dos por cada estado de la federación y por el Distrito Federal, electos de manera directa.
- Diputados Federales. Miembros de la cámara baja del Congreso de la Unión, elegidos de manera directa por cada distrito.

## Antecedentes
Con el establecimiento de la Ley Electoral Federal de 1946, se registraron tres partidos políticos: el Partido Acción Nacional (PAN), el Partido Democrático Mexicano (PDM) y el Partido Revolucionario Institucional (PRI) (sucesor del Partido de la Revolución Mexicana). 
En ese mismo año, el presidente Manuel Ávila Camacho llevó a cabo una reestructuración del partido oficial con la eliminación del sector militar, procuró mayor disciplina del obrero y fortaleció el popular, para con ello establecer un mejor control de los diferentes grupos que conformaban el partido y así evitar divisiones internas antes de la jornada electoral como había sucedido con el almazanismo en las elecciones federales de 1940.
Asimismo, el PRI afrontaba un cambio generacional, producto del envejecimiento de los militantes formados en la lucha revolucionaria. Esto obligó a ceder lugares de poder a civiles con educación universitaria.

## Designación del candidato presidencial del PRI
En el PRM, Miguel Alemán Valdés y Maximino Ávila Camacho se disputaban la candidatura presidencial. Maximino tenía una larga trayectoria en la política y ejercía un poder desmedido en Puebla, su estado natal. Pero encarnaba a lo peor de la clase política mexicana, la hizo más perversa y corrupta; se le responsabilizaba por la muerte o la desventura de más de uno de sus adversarios.
Mientras que Miguel Alemán, secretario de Gobernación, había acaparado fuerzas entre los diferentes actores políticos y sociales. Tenía de su lado a quienes buscaban la paz y la estabilidad que permitiera el desarrollo y la inversión en un país donde todo estaba por hacerse.
A principios de 1945, Maximino murió. Su muerte siempre ha quedado entre sospechas, difundiéndose el rumor de que habría sido envenenado durante un banquete en Atlixco al que fue invitado por la Confederación Regional Obrera Mexicana (CROM).

## Campaña
El coordinador de la campaña de Alemán Valdés fue Ramón Beteta Quintana, quien sería el futuro secretario de Hacienda en el sexenio alemanista.
El PAN acordó postular a Luis Cabrera Lobato como candidato a la Presidencia, pero este declinó la postulación. Algunos miembros del partido apoyaron la candidatura de Ezequiel Padilla Peñaloza, quien fue respaldado por el PDM.

## Resultados electorales
|  | 77.87 % |

|  | 19.32 % |

|  | 1.48 % |

|  | 1.28 % |

|  | 0.05 % |

|  | 100.00 % |

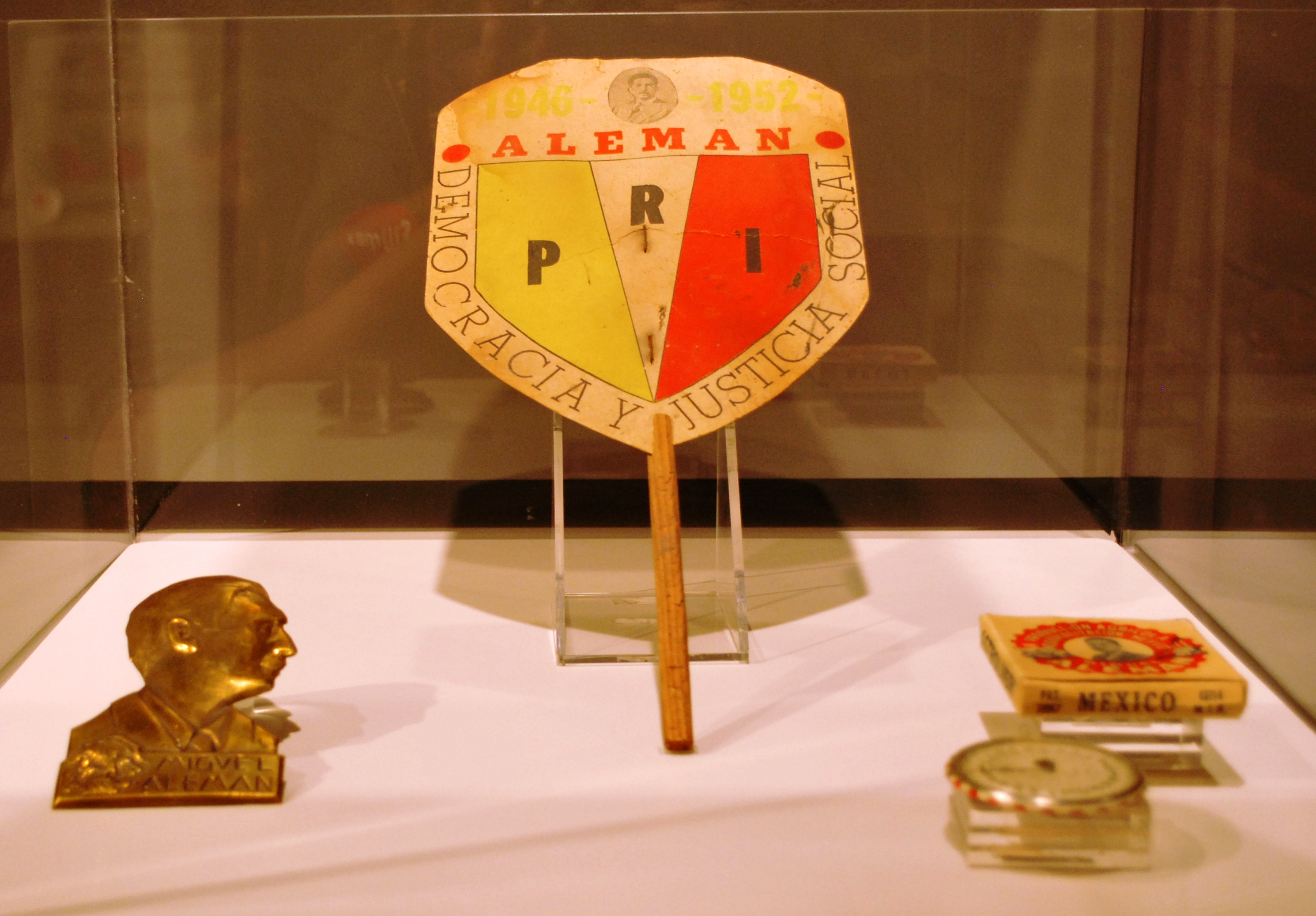
Objetos de la campaña de Miguel Alemán.
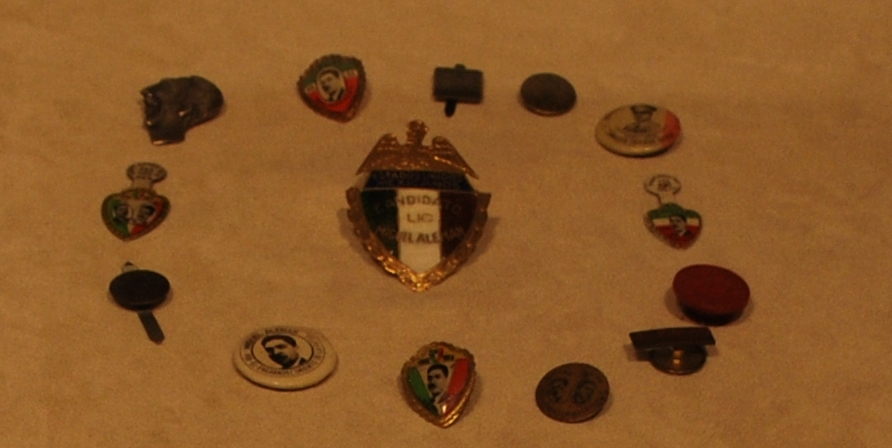
Botones de la campaña de Miguel Alemán.
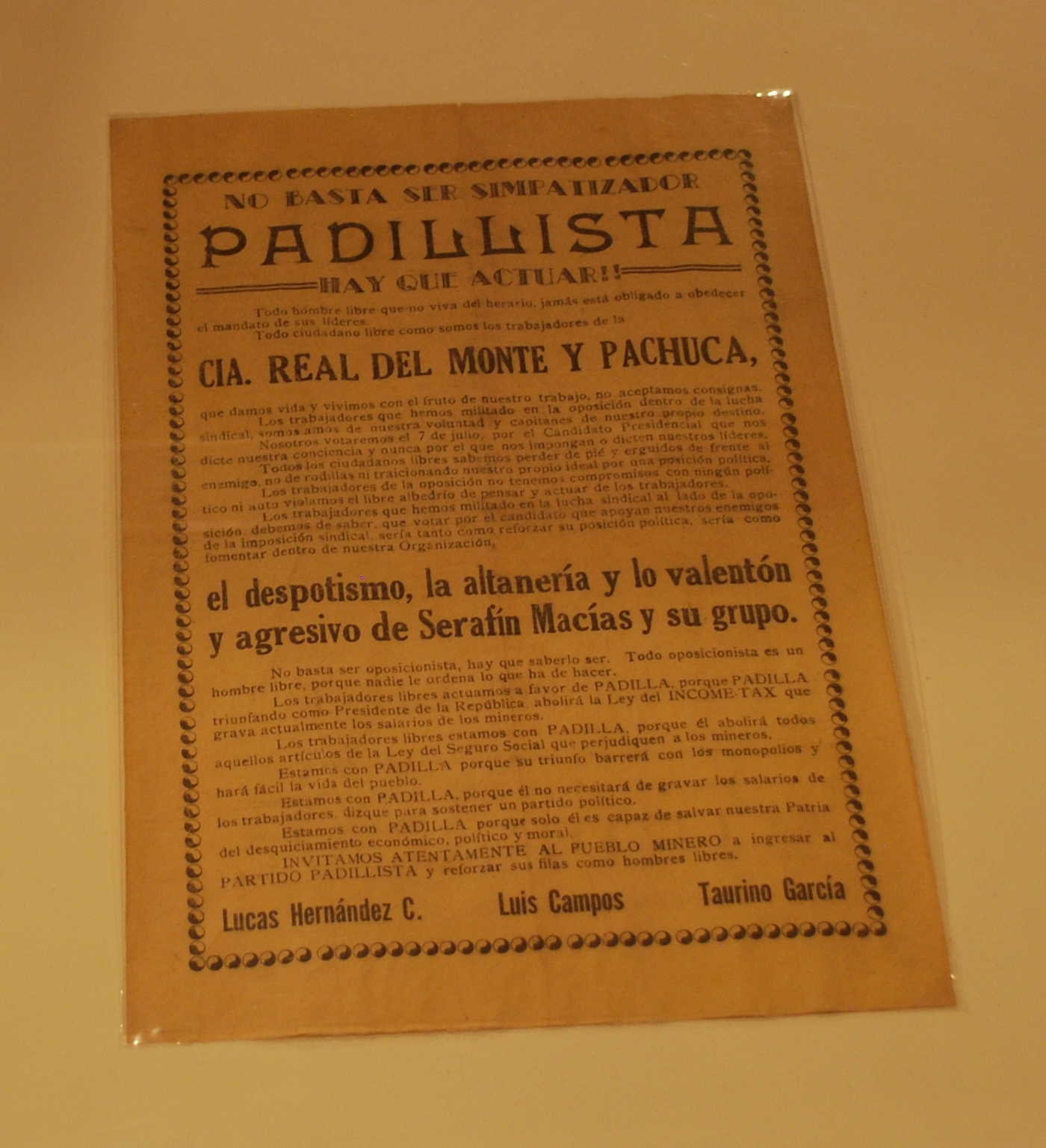
Manifiesto de la campaña de Padilla.
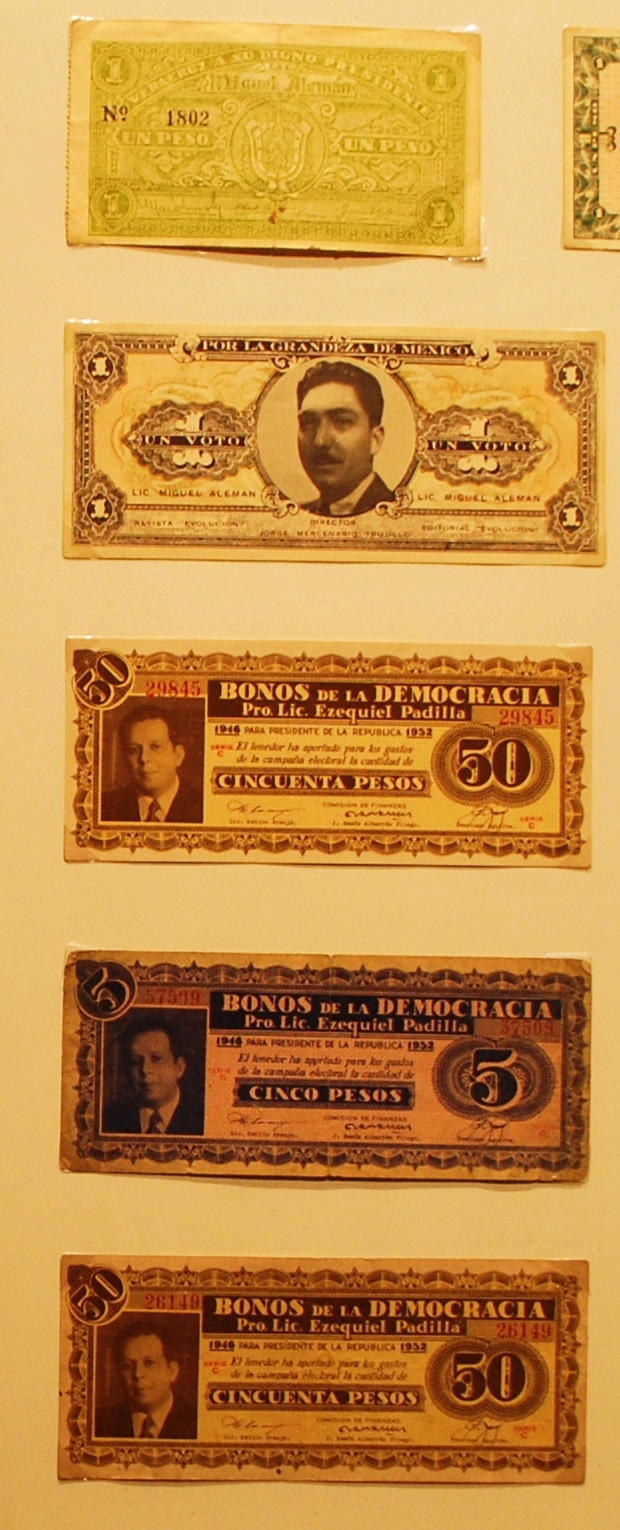
Bonos de contribución para las campañas de Alemán y Padilla.